# Kriemhildmühle
De Kriemhildmühle is een stellingmolen in de plaats Xanten in de Duitse deelstaat Noordrijn-Westfalen.

## Beschrijving
De Kriemhildmühle stamt uit de 18e eeuw en staat op het noordelijke gedeelte van de stadsmuur nabij het historische centrum van Xanten. Het is een bakstenen molen met stelling. Het is een bovenkruier, welk type in Duitsland Holländermühle wordt genoemd. Molens op stadsmuren worden in de regio Nederrijn vanwege hun vorm ook Bärwindmühlen genoemd.

## Geschiedenis
De molentoren werd in de 14e eeuw gebouwd als wachttoren op de stadsmuur. In de Dertigjarige Oorlog werden de torens erg beschadigd. De stadsmuren werden weer herbouwd om te voorkomen dat handelswaren illegaal de markt konden bereiken. Tot het einde van de Zevenjarige Oorlog werd deze toren nog gebruikt als nachtwachtersverblijf en was bekend onder de naam Nachtwächtertturm. Nadien werden de torens uit geldgebrek door de stad verkocht aan privépersonen en werden de meesten gesloopt.
In 1778 werd de nachtwachterstoren verkocht aan Gerhard Schleß. Deze liet de muren renoveren en gebruikte de toren als tuinhuis. In 1804 werd de toren door zijn zoon Heinrich Schleß verbouwd tot een windmolen met oliemolen van 19,3 meter hoogte. Kort daarop werd hij verkocht aan molenaar Hermanns, die ook eigenaar was van de Walbecker Mühle. Hij nam de molen als korenmolen in gebruik.
In 1843 was de molen weer in bezit van de gemeente, maar een voorstel tot afbraak werd door het gemeentebestuur afgewezen. Hoewel grote gedeeltes van de stadsmuur reeds gesloopt waren, bleef ook de Klever Tor daarbij gespaard.

## Naam
De naam van de molen komt van Kriemhild uit de Nibelungen-sage. Er was ook een molen met de naam Siegfried, maar deze is niet meer in gebruik.

## Huidig gebruik
Het is de enige windmolen in de regio Nederrijn die nog dagelijks voor het malen van graan gebruikt wordt. Op de begane grond is een bakkerij met broodverkoop. De bovenverdiepingen van de molen zijn voor bezichtiging toegankelijk.

## Afbeeldingen

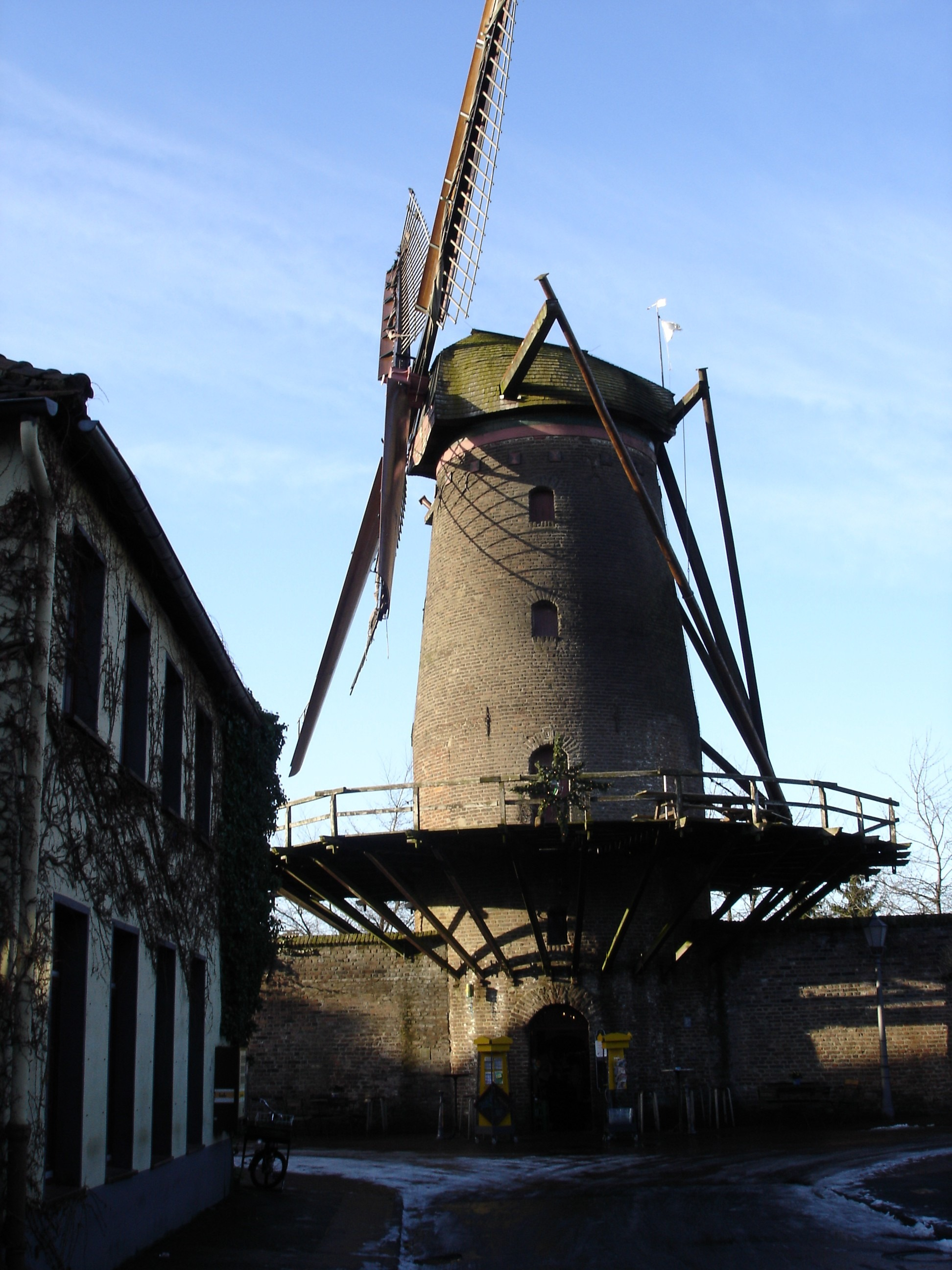
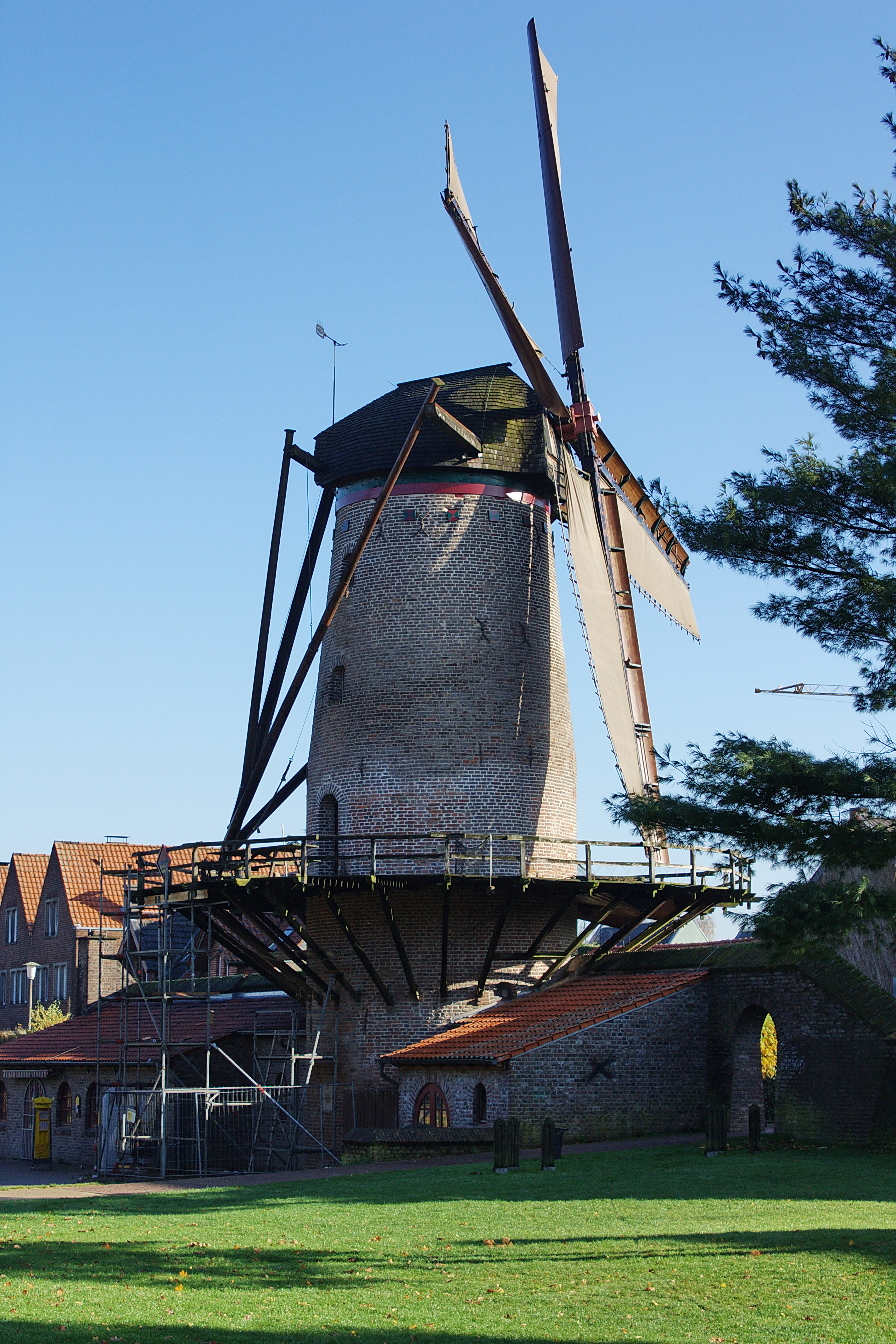
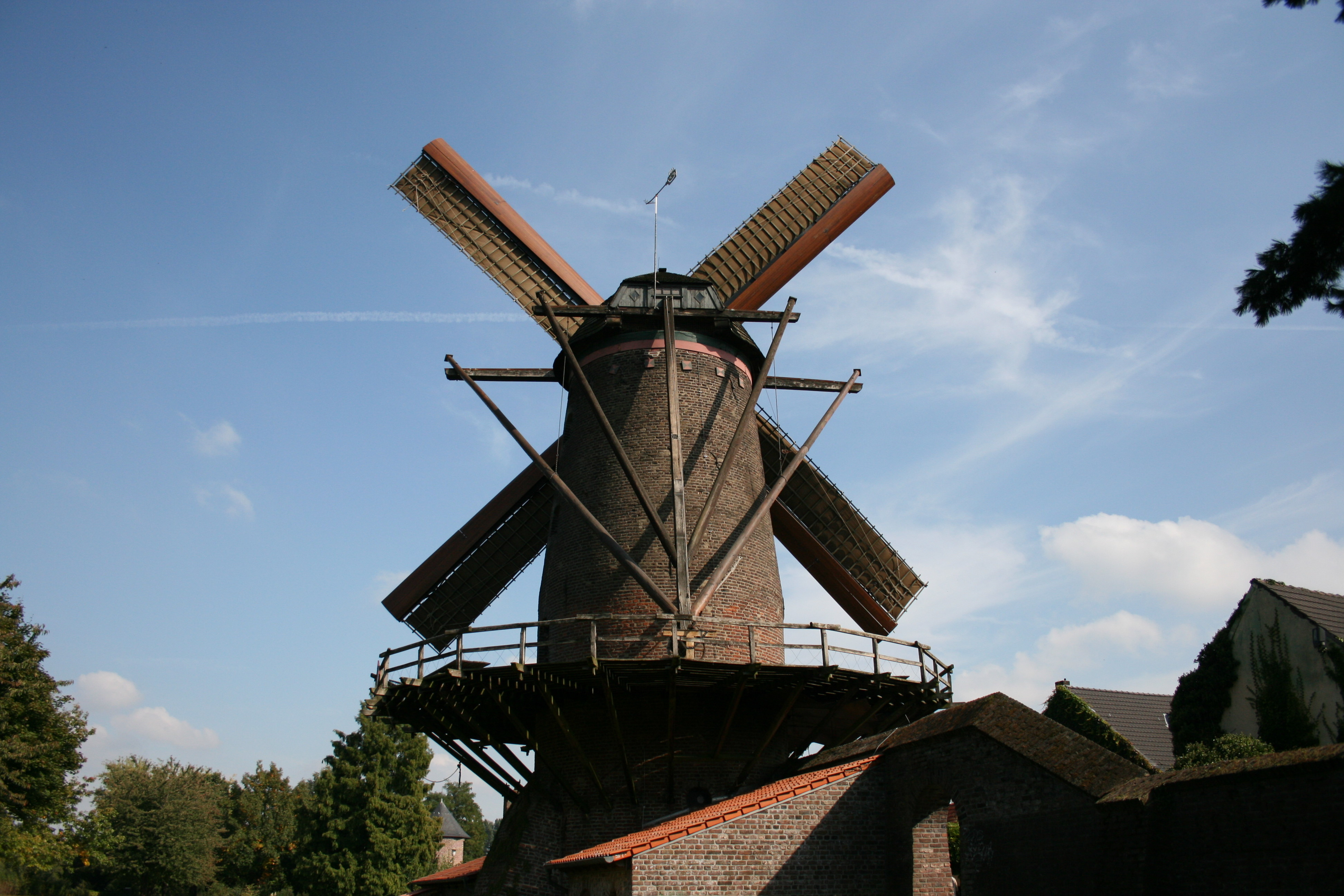
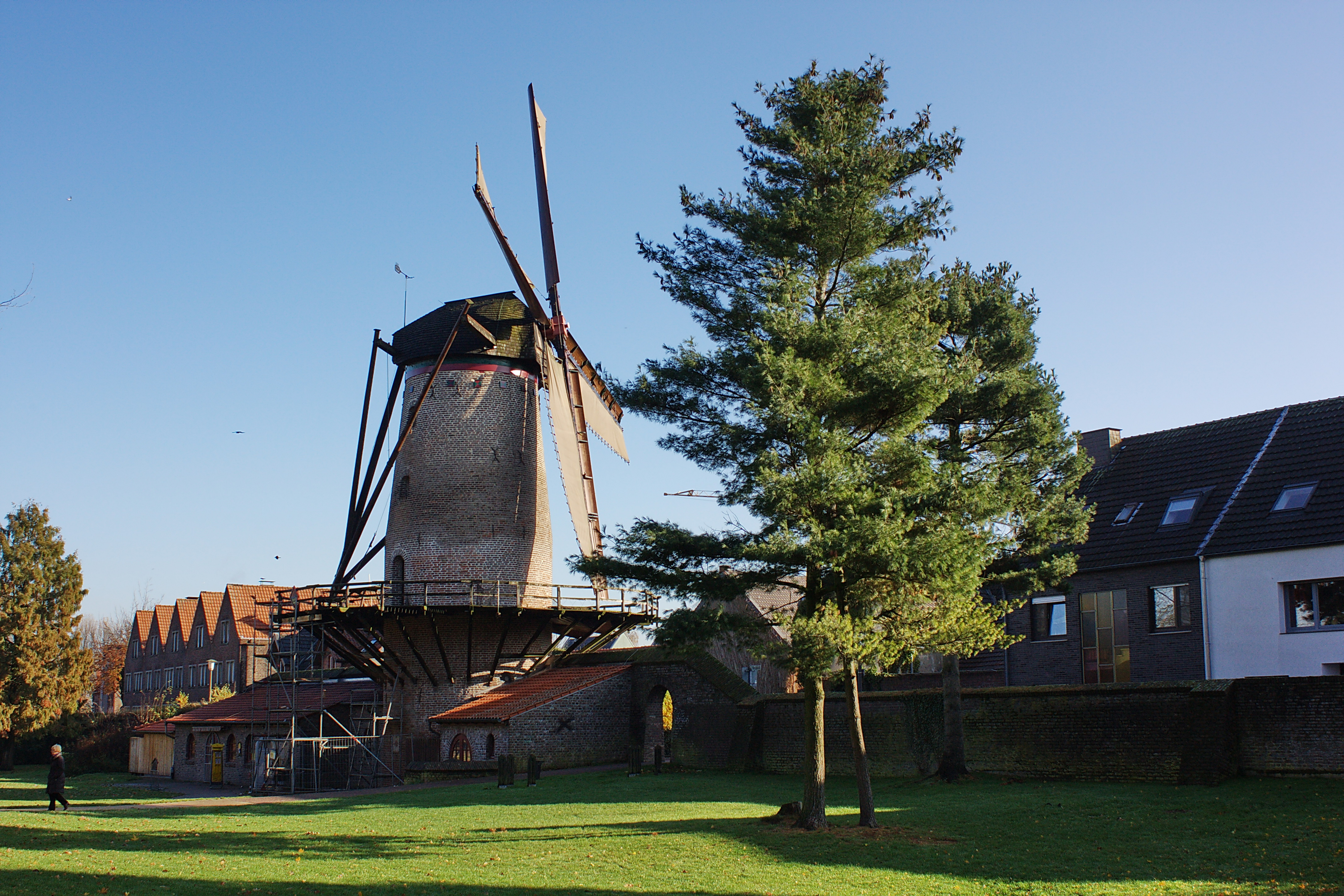